# Estádio Municipal George Yunes
Estádio Municipal George Yunes – stadion piłkarski, w Araguaína, Tocantins, Brazylia, na którym swoje mecze rozgrywa klub Araguaína Futebol e Regatas.